# 커티 사크

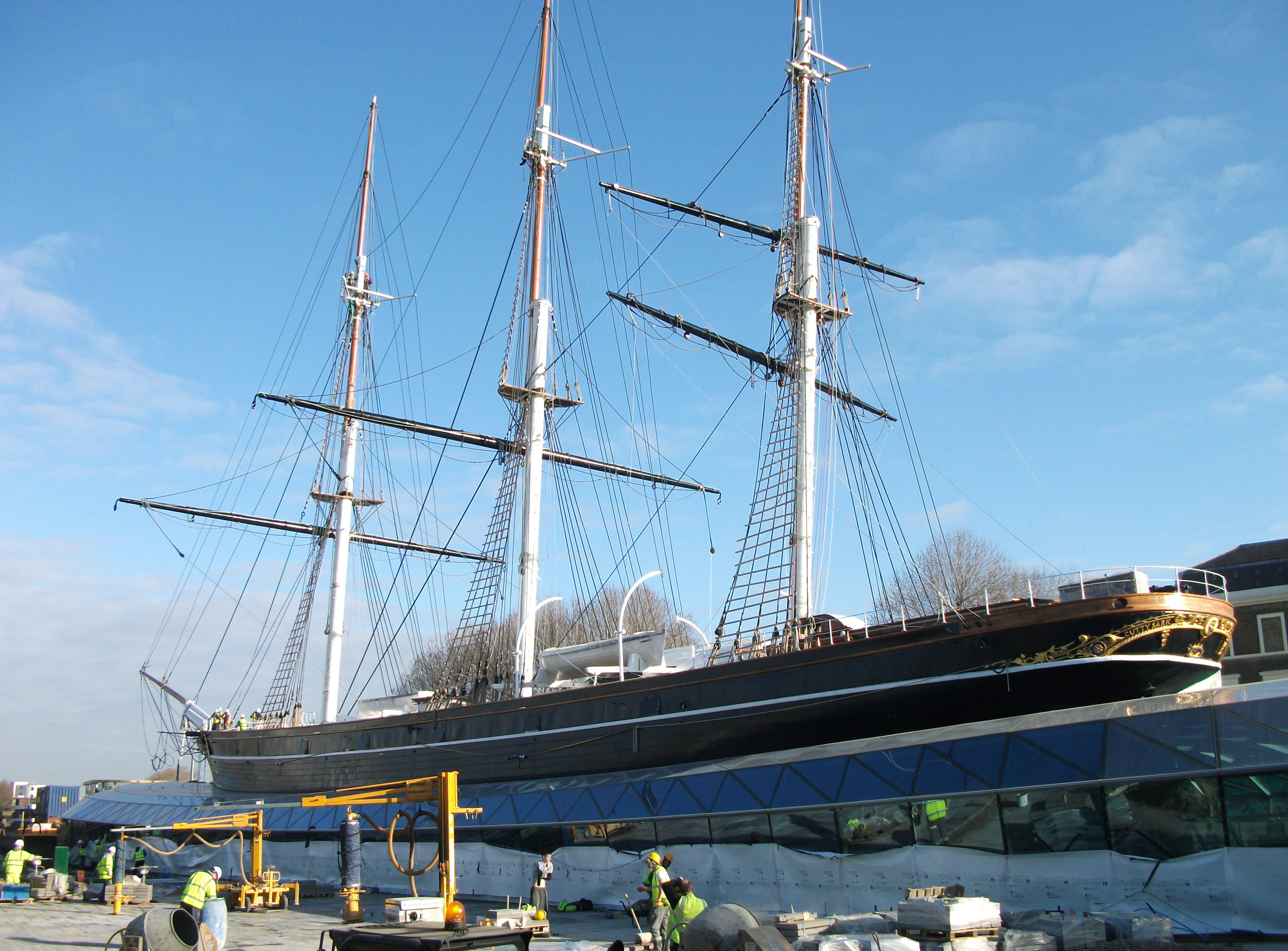
2012년의 커티 사크

커티 사크(Cutty Sark)는 1869년에 스코틀랜드의 클라이드 강에서 진수된 클리퍼 범선이다. 명칭은 로버트 번스의 시 《Tam o' Shanter》에 등장하는 마녀의 이름에서 따왔다.
마지막으로 건조 된 클리퍼선의 한 척으로, 차를 중국에서 영국으로 신속히 수송하기 위하여 만들어졌다. 하지만, 동1869년에 개통된 수에즈 운하를 사용할 수 있는 증기선과의 경쟁이 심해서, 10년 이내에 차의 무역을 포기 했다. 1885년에 호주 시드니에서 런던까지의 최단 항해 기록을 수립했다.
이 범선은 1957년부터 런던 그리니치지역에서 대중에게 박물관으로 공개되었다. 2007년에 화재 때문에 큰 피해를 입었지만, 2012년 수리 후 다시 공개되었다.